# Mingo Junction, Ohio
Mingo Junction, Ohio (енгл. Mingo Junction) град је у америчкој савезној држави Охајо.

## Демографија
По попису из 2010. године број становника је 3.454, што је 177 (-4,9%) становника мање него 2000. године.
| Група             | 2000.         | 2010.         |
| Белци             | 3.453 (95,1%) | 3.242 (93,9%) |
| Афроамериканци    | 109 (3,0%)    | 123 (3,6%)    |
| Азијати           | 1 (0,0%)      | 2 (0,1%)      |
| Хиспаноамериканци | 28 (0,8%)     | 28 (0,8%)     |
| Укупно            | 3.631         | 3.454         |